# 哥罗摩
哥罗摩是指古代印度的村社，也是當時古印度最基层的行政单位。哥罗摩負責人相當於村長，還要向村民征收賦稅。哥罗摩出自梵语。 哥罗摩有多種類型，例如农业哥罗摩、工匠哥罗摩、畜牧哥罗摩，不過农业哥罗摩最普遍。农业哥罗摩大小不一，最少有100家首陀罗农民，最多有500家首陀罗农民。